# Lucie Beyer

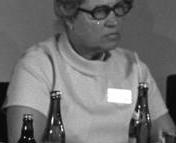
Lucie Kurlbaum-Beyer (1973)

Lucie Kurlbaum-Beyer, geborene Fuchs (* 17. Juni 1914 in Herdorf; † 29. Februar 2008 in Lauf an der Pegnitz) war eine deutsche Politikerin der SPD und langjährige Bundestagsabgeordnete.

## Leben und Beruf
Lucie Fuchs absolvierte nach der Volksschule eine kaufmännische Lehre und war anschließend bis 1933 als Sachbearbeiterin beim Verband der Bergbauindustriearbeiter Deutschlands tätig. Sie arbeitete während der Zeit des Nationalsozialismus zunächst als Hausangestellte und später als Buchhalterin. 1943 machte sie sich als Helferin in Steuersachen selbständig. 1939 hatte sie Ferdinand Beyer geheiratet, mit dem sie zwei Kinder hatte. 1945 wurde Lucie Beyer sie in Wetzlar Fürsorgerin in der Flüchtlingsbetreuung, bevor sie 1950 als Frauensekretärin in die Dienste des DGB in Hessen trat. Sie heiratete im Oktober 1965 in zweiter Ehe ihren Parteifreund, den Diplomingenieur Georg Kurlbaum, der ebenfalls Bundestagsabgeordneter war.
Nach dem Ende der Großen Koalition 1969 zog das Paar nach Schwaig, dort war Kurlbaum-Beyer von 1978 bis 1996 Mitglied des Gemeinderates sowie lange Zeit Sprecherin der SPD-Gemeinderatsfraktion.

## Partei
Lucie Beyer war seit 1928 Mitglied der Sozialistischen Arbeiterjugend und seit 1932 Mitglied der SPD. Seit 1947 war sie SPD-Kreisvorsitzende in Wetzlar und von 1957 bis 1969 Vorsitzende des Unterbezirks Friedberg/Büdingen. Sie gehörte von 1947 bis 1969 dem SPD-Landesvorstand Hessen sowie von 1962 bis 1972 dem SPD-Parteivorstand an. Von 1947 bis 1967 war sie hessische Landesvorsitzende der Arbeitsgemeinschaft sozialdemokratischer Frauen in der SPD. Von 1969 bis 1977 übte Lucie Kurlbaum-Beyer das gleiche Amt in Bayern aus. Kurlbaum-Beyer engagierte sich zuletzt im SPD-Seniorenrat.

## Abgeordnete
Von 1946 bis 1951 war Lucie Beyer Stadtverordnete in Wetzlar. Sie gehörte dem Deutschen Bundestag von 1953 bis 1969 an, wo sie den Wahlkreis Friedberg vertrat. Bei der ersten Bundestagswahl hatte Beyer noch auf eine Bundestagskandidatur zugunsten von Elisabeth Selbert verzichtet, die auf der Landesergänzungsliste der hessischen SPD aufgestellt wurde, aber einen Sitz knapp verfehlte. Im Bundestag war sie eine der Initiatorinnen des ermäßigten Umsatzsteuersatzes für Produkte des täglichen Bedarfs (zum Beispiel Lebensmittel, Tee, Kaffee), was ihr den Spitznamen „Bundeskaffeetante“ einbrachte.
Außerdem gehörte sie zu der parteiübergreifenden Gruppe von Abgeordneten, die schon früh die Gründung eines Instituts für vergleichende Warenuntersuchungen forderten, wie es 1964 mit der Stiftung Warentest geschaffen wurde. Von 1972 bis 1984 war sie als Vorsitzende des Verwaltungsrates der rechtsfähigen, selbständigen Stiftung tätig.

## Veröffentlichungen
- Aufzeichnungen und Erinnerungen, in: Abgeordnete des Deutschen Bundestages. Aufzeichnungen und Erinnerungen, Band 4, Boppard am Rhein, 1988, Seiten 133 bis 217.
- Krieg tötet Zukunft. Leben und Arbeiten für eine friedliche Welt, J.H.W. Dietz Nachf., Bonn 2004, ISBN 978-3-8012-0343-6 (politische Autobiografie)